# Crystal Skull
Crystal Skull è la seconda traccia del terzo album dei Mastodon Blood Mountain.
Del singolo, comprendente anche "Capilarian Crest" e pubblicato nel 2006 dalla Relapse Records ne sono state stampate solamente duemila copie.
È il secondo estratto da Blood Mountain dopo Capillarian Crest.

## Tracce
1. Crystal Skull – 3:27
2. Capillarian Crest – 4:25

## Formazione
- Brent Hinds - chitarra elettrica, voce
- Bill Kelliher - chitarra
- Troy Sanders - basso, voce
- Brann Dailor - batteria